# Simulium lushanense
Simulium lushanense es una especie de insecto del género Simulium, familia Simuliidae, orden Diptera.
Fue descrita científicamente por Chen, Kang & Zhang, 2007.